# The Rise of Chaos
The Rise of Chaos é o 15º álbum de estúdio da banda alemã de heavy metal Accept, lançado no dia 4 de agosto de 2017. Este é o primeiro álbum do Accept com o guitarrista Uwe Lulis e com o baterista Christopher Williams, substituindo Herman Frank e Stefan Schwarzmann, respectivamente. É também o último álbum de estúdio com o baixista Peter Baltes, que deixou o Accept em novembro de 2018. Como os três álbuns de estúdio anteriores, The Rise of Chaos foi produzido por Andy Sneap, tornando-se a quarta colaboração da banda com ele. O guitarrista Wolf Hoffmann afirmou que o título do álbum se refere ao caos causado pelo homem no mundo.

## Produção
Cerca de quatro meses após o lançamento de Blind Rage (2014), foi anunciado que o guitarrista Herman Frank e o baterista Stefan Schwarzmann haviam se separado do Accept. Posteriormente, foram substituídos por Uwe Lulis e Christopher Williams, respectivamente.
Em 5 de junho de 2015, antes da apresentação da banda no festival South Park em Tampere, Finlândia, o baixista Peter Baltes disse à Kaaos TV que Accept planejava começar a trabalhar em um novo álbum após a conclusão da turnê Blind Rage . Questionado em uma entrevista de julho de 2015 sobre o futuro da banda, o guitarrista Wolf Hoffmann respondeu: "Continuaremos por mais algumas semanas, esta turnê, e então faremos uma pequena pausa e voltaremos no outono, mas nós estamos praticamente encerrando a turnê do Blind Rage neste ponto; é a última fase de todo esse ciclo. E então o próximo álbum terá que ser escrito e gravado, e quanto tempo isso vai demorar e quando tudo vai acontecer, quem sabe? Mas isso vai acontecer; isso é tudo que sei. "  Hoffmann afirmou que o novo álbum seria lançado por volta de julho ou agosto de 2017. Como seus três álbuns anteriores, o álbum foi produzido por Andy Sneap, tornando-se a quarta colaboração de Accept com ele. Em 16 de abril de 2017, o Accept anunciou que o álbum, intitulado The Rise of Chaos, seria lançado em 4 de agosto. Em 2 de junho, a banda lançou a faixa-título digitalmente via Nuclear Blast acompanhada por uma nova arte.

## Lista de músicas
| N.º            | Título                | Duração |  |
| 1.             | "Die by the Sword"    | 5:00    |  |
| 2.             | "Hole in the Head"    | 4:01    |  |
| 3.             | "The Rise of Chaos"   | 5:16    |  |
| 4.             | "Koolaid"             | 4:58    |  |
| 5.             | "No Regrets"          | 4:20    |  |
| 6.             | "Analog Man"          | 4:10    |  |
| 7.             | "What's Done Is Done" | 4:08    |  |
| 8.             | "Worlds Colliding"    | 4:28    |  |
| 9.             | "Carry the Weight"    | 4:33    |  |
| 10.            | "Race to Extinction"  | 5:24    |  |
| Duração total: | Duração total:        | 46:18   |  |

## Créditos
- Mark Tornillo - vocais
- Wolf Hoffmann - guitarras
- Uwe Lulis - guitarras
- Peter Baltes - baixo
- Christopher Williams - bateria